# Daniela Stucan
Daniela Alejandra Stucan Figlomeni (1982) è una modella argentina.
È stata eletta Miss Terra Argentina 2001 ed ha ottenuto la possibilità di rappresentare l'Argentina in occasione della prima edizione del concorso di bellezza internazionale Miss Terra. Il concorso si è tenuto il 28 ottobre 2001 presso l'Università delle Filippine a Quezon. Alla fine del concorso, Daniela Stucan ha vinto il titolo di Miss Fuoco 2001, equivalente ad una terza posizione. La vincitrice del concorso è stata Catharina Svensson della Danimarca.
Nel 2007 ha inoltre vinto il concorso nazionale di Miss Argentina, ed ha partecipato a Miss Universo 2007, che si è svolto il 28 maggio 2007 a Città del Messico. In quell'occasione, Daniela Stucan non è riuscita a classificarsi nella rose delle quindici finaliste che accedono alla fase finale del concorso, e dalla quale è stata scelta la vincitrice del concorso, la portoricana Zuleyka Rivera.